# Доктор Ху (4. сезона)
Четврта сезона британске научнофантастичне телевизијске серије Доктор Ху је почела 10. септембра 1966. причом о Првом Доктору (Вилијам Хартнел) Кријумчари (1. део) и, након промене главног глумца (Патрик Траутон) током сезоне, завршила се 1. јула 1967. епизодом Зло Далека (7. део). По први пут, цела главна глумачка екипа се променила током једне сезоне (једини други пут се то догодило током 21. сезоне).
Само 10 од 43 епизоде је сачувано у архиви ББЦ-а. 33 се воде као нестале. Ниједан серијал у овој сезони не постоји у целини. Међутим, серијалима Десета планета, Моћ Далека, Подводна претња, Терор Макре, Безлични и Зло Далека тренутно су реконструисане анимацијама епизоде које недостају (укупно двадесет пет) које су касније објављене у домаћим медијима.

## Улоге

### Главне
- Вилијам Хартнел као Први Доктор (епизоде 1−8)
- Патрик Траутон као Други Доктор (епизода 9−43)
- Анеки Вилс као Поли (епизоде 1−32)
- Мајкл Крејз као Бен Џексон (епизоде 1−33)
- Фрејзер Хајнс као Џејми Мекримон (епизоде 15−43)

Вилијам Хартнел се појављује као Први Доктор у прва два серијала, пре него што га је наследио Патрик Траутон као Други Доктор у трећем.
Анеки Вилс и Мајкл Крејз настављају своје улоге Поли и Бена. Убрзо им се придружује Фрејзер Хајнс који игра Џејмија Мекримона у серијалу Горштаци. Поли и Бен одлазе у последњој епизоди серијала Безлични, а на крају сезоне Дебора Вотлинг дебитује као Викторија Вотерфилд у серијалу Зло Далека.

### Епизодне
- Дебора Вотлинг као Викторија Вотерфилд (епизоде 38−43)

### Гости
- Патрик Траутон као Други Доктор (епизода 8)
- Анеки Вилс као Поли (епизода 36)
- Мајкл Крејз као Бен Џексон (епизода 36)

## Епизоде
Четврту сезону продуцирала је Инес Лојд. Џери Дејвис је служио као уредник сценарија, осим у последње четири епизоде Зла Далека. Питер Брајант придружио се као помоћни продуцент у серијалу Безлични и заменио је Џерија Дејвиса на месту уредника сценарија за последње четири епизоде сезоне.
Серијал Кријумчари је био последњи серијал који је произведен током трећег производног блока, али је задржан до почетка 4. сезоне.
Серијал Десета планета је представио Киберљуде и концепт регенерације који је тако назван тек у серијалу Планета паука 1974.
Серијал Моћ Далека је био прва прича о Далецима која је користила уобичајени ... облик наслова Далека. Од девет наредних серијала о Далецима, само Смрт Далека из 11. сезоне није назван на овај начин. Конвенција именовања за приче о Далецима је први пут коришћена у оживљеној серији у епизоди Еволуција Далека у 3. серијалу.
Док свака од осталих сезона произведених у црно-белој боји има најмање два серијала потпуно нетакнуте (сви серијали од преласка на колор па надаље имају преживеле копије у ББЦ архиви), ниједан од девет серијала из 4. сезоне није потпун у архиви ББЦ-а, а четири (Кријумчари, Моћ Далека, Горштаци и Терор Макре) у којима недостају све епизоде. Од укупно 43 епизоде између епизода Кријумчари (1. део) и Зло Далека (7. део), само 10 се тренутно налази у архиви ББЦ-а. Најпотпунијем серијалу сезоне Десета планета недостаје само последња епизода. Овај серијал, као и серијали Моћ Далека, Месечева база, Терор Макре, Безлични и Зло Далека рекреирали су елементе који недостају уз анимиране епизоде користећи изворну музику. Објављене су и анимације за серијале 5. сезоне Мрежа страха и Бес из дубине. Потпуно анимирани серијали су представљени и у боји и у црно-белој техници док су анимације серијала Десета планета и Месечева база искључиво црно-беле.
| Бр. еп. (укупно) | Бр. еп. (у сезони) | Наслов                       | Редитељ        | Сценариста                 | Премијера           | Гледаност у Британији (милиони) |
| --- | ------------------ | ---------------------------- | -------------- | -------------------------- | ------------------- | ------------------------------- |
| 127 | 1                  | "Кријумчари (1. део)"^†      | Џулија Смит    | Брајан Хејлс               | 10. септембар 1966. | 4.30                            |
| Доктор открива Поли и Бена на ТАРДИС-у непосредно пре него што је брод стигао у Корнвол из 17. века где месни црквени старешина даје Доктору загонетну поруку непосредно пре него што је убијен. |                    |                              |                |                            |                     |                                 |
| 128 | 2                  | "Кријумчари (2. део)"^†      | Џулија Смит    | Брајан Хејлс               | 17. септембар 1966. | 4.90                            |
| Пајк је убеђен да Доктор зна где се налази Ејверино благо док Поли и Бен покушавају да убеде мештане да нису одговорни за убиство Дугоног стопала.                                               |                    |                              |                |                            |                     |                                 |
| 129 | 3                  | "Кријумчари (3. део)"^†      | Џулија Смит    | Брајан Хејлс               | 24. септембар 1966. | 4.20                            |
| Поли и Бен су стављени у притвор Блејка који открива да он такође сумња у штитоношу, док су Доктор и Кјупер приморани да се удруже како би побегли са Пајковог брода.                            |                    |                              |                |                            |                     |                                 |
| 130 | 4                  | "Кријумчари (4. део)"^†      | Џулија Смит    | Брајан Хејлс               | 1. октобар 1966.    | 4.50                            |
| Доктор и његови пријатељи су у милости Херубина који сада тражи Ејверино благо за себе док се Пајк спрема да нападне село.                                                                       |                    |                              |                |                            |                     |                                 |
| 131 | 5                  | "Десета планета (1. део)"    | Дерек Мартинус | Кит Педлер                 | 8. октобар 1966.    | 5.50                            |
| У децембру 1986. нова планета се појављује у Сунчевом систему за коју се испоставило да је давно изгубљени близанац Земље по имену Мондас. Његови становници су киберљуди.                       |                    |                              |                |                            |                     |                                 |
| 132 | 6                  | "Десета планета (2. део)"    | Дерек Мартинус | Кит Педлер                 | 15. октобар 1966.   | 6.40                            |
| Докторова упозорења су занемарена и Киберљуди преузимају базу, ометајући напоре посаде да помогне Зевсу IV.                                                                                      |                    |                              |                |                            |                     |                                 |
| 133 | 7                  | "Десета планета (3. део)"    | Дерек Мартинус | Кит Педлер и Џери Дејвис   | 22. октобар 1966.   | 7.60                            |
| Док је Доктор ван акције, на Поли, Бену и Барклију је да зауставе Катлера да употреби З-бомбу и уништи пола света.                                                                               |                    |                              |                |                            |                     |                                 |
| 134 | 8                  | "Десета планета (4. део)"^†  | Дерек Мартинус | Кит Педлер и Џери Дејвис   | 29. октобар 1966.   | 7.70                            |
| Киберљуди поново преузимају базу, очигледно да би спречили људе да користе З-бомбу, али онда Доктор схвата да и они сами намеравају да је искористе да униште Земљу.                             |                    |                              |                |                            |                     |                                 |
| 135 | 9                  | "Моћ Далека (1. део)"^†      | Кристофер Бери | Дејвид Витакер             | 5. новембар 1966.   | 7.90                            |
| ТАРДИС стиже у земаљску колонију Вулкан где новорегенерисани Доктор преузима идентитет Испитивача Земље.                                                                                         |                    |                              |                |                            |                     |                                 |
| 136 | 10                 | "Моћ Далека (2. део)"^†      | Кристофер Бери | Дејвид Витакер             | 12. новембар 1966.  | 7.80                            |
| Док се Доктор брине о инертним Далецима у капсулама, Лестерсон планира да поново активира једну од њих.                                                                                          |                    |                              |                |                            |                     |                                 |
| 137 | 11                 | "Моћ Далека (3. део)"^†      | Кристофер Бери | Дејвид Витакер             | 19. новембар 1966.  | 7.50                            |
| Доктор не успева да убеди колонисте у опасност коју представљају Далеци и убрзо се и друга двојица поново активирају.                                                                            |                    |                              |                |                            |                     |                                 |
| 138 | 12                 | "Моћ Далека (4. део)"^†      | Кристофер Бери | Дејвид Витакер             | 26. новембар 1966.  | 7.80                            |
| Пошто побуњеници држе Поли заточену, Доктор и Бен одлучују да их истраже, док Лестерсон открива да се Далеци размножавају.                                                                       |                    |                              |                |                            |                     |                                 |
| 139 | 13                 | "Моћ Далека (5. део)"^†      | Кристофер Бери | Дејвид Витакер             | 3. децембар 1966.   | 8.00                            |
| Доктор и Квин покушавају да побегну како би спречили Брагена да користи Далеке да преузму колонију.                                                                                              |                    |                              |                |                            |                     |                                 |
| 140 | 14                 | "Моћ Далека (6. део)"^†      | Кристофер Бери | Дејвид Витакер             | 10. децембар 1966.  | 7.80                            |
| Пошто је Браген преузео власт, Далеци варају побуњенике да их ослободе, а само их Доктор може спречити да збришу целу колонију.                                                                  |                    |                              |                |                            |                     |                                 |
| 141 | 15                 | "Горштаци (1. део)"^†        | Хју Дејвид     | Елџин Џоунс и Џери Дејвис  | 17. децембар 1966.  | 6.70                            |
| Доктор, Поли и Бен стижу 1746. године, након битке код Калодена и заробљава их скупина горштака мало пре него што су и они сами заробљени у црвеним мантилима.                                   |                    |                              |                |                            |                     |                                 |
| 142 | 16                 | "Горштаци (2. део)"^†        | Хју Дејвид     | Елџин Џоунс и Џери Дејвис  | 24. децембар 1966.  | 6.80                            |
| Поли и Кирсти хватају поручника Финча како би покушали да му прибаве помоћ док Доктор вара Греја да би побегао.                                                                                  |                    |                              |                |                            |                     |                                 |
| 143 | 17                 | "Горштаци (3. део)"^†        | Хју Дејвид     | Елџин Џоунс и Џери Дејвис  | 31. децембар 1966.  | 7.40                            |
| Док су горштаци затворени на Трасковом броду, Доктор покушава да разоткрије Грејев план. |                    |                              |                |                            |                     |                                 |
| 144 | 18                 | "Горштаци (4. део)"^†        | Хју Дејвид     | Елџин Џоунс и Џери Дејвис  | 7. јануар 1967.     | 7.30                            |
| Бен успева да се придружи Доктору, Поли и Кирсти и заједно раде на ослобађању Горштана са Трасковог брода пре него што их Греј прода у ропство.                                                  |                    |                              |                |                            |                     |                                 |
| 145 | 19                 | "Подводна претња (1. део)"^† | Џулија Смит    | Џефри Орм                  | 14. јануар 1967.    | 8.30                            |
| ТАРДИС се материјализовао на напуштеној плажи где су Доктора и његове пријатеље похватали примитивни ратници и одвели у легендарни град Атлантиду.                                               |                    |                              |                |                            |                     |                                 |
| 146 | 20                 | "Подводна претња (2. део)"   | Џулија Смит    | Џефри Орм                  | 21. јануар 1967.    | 7.50                            |
| Док Ара покушава да спасе Поли да не буде претворена у Личност Рибу, а Бен и Џејми покушавају да побегну из рудника, Доктор открива пуни обим Зарофових планова.                                 |                    |                              |                |                            |                     |                                 |
| 147 | 21                 | "Подводна претња (3. део)"   | Џулија Смит    | Џефри Орм                  | 28. јануар 1967.    | 7.10                            |
| Доктор и Рамо су осуђени да буду жртвовани богињи Амдо и морају да побегну да би зауставили Зарофов план.                                                                                        |                    |                              |                |                            |                     |                                 |
| 148 | 22                 | "Подводна претња (4. део)"^† | Џулија Смит    | Џефри Орм                  | 4. фебруар 1967.    | 7.00                            |
| Пошто се Зарофов план ближи крају, Доктор и Бен схватају да је једини начин да спасу свет уништавање Атлантиде.                                                                                  |                    |                              |                |                            |                     |                                 |
| 149 | 23                 | "Месечева база (1. део)"^†   | Морис Бери     | Кит Педлер                 | 11. фебруар 1967.   | 8.10                            |
| ТАРДИС стиже на Месец 2070. године. Када је Џејми повређен, остали путници су приморани да потраже помоћ месечеве базе погођене свемирском кугом.                                                |                    |                              |                |                            |                     |                                 |
| 150 | 24                 | "Месечева база (2. део)"     | Морис Бери     | Кит Педлер                 | 18. фебруар 1967.   | 8.90                            |
| Доктор и његови пријатељи покушавају да убеде екипу Месечеве базе да су Киберљуди одговорни за нестанке и да пронађу лек за кугу.                                                                |                    |                              |                |                            |                     |                                 |
| 151 | 25                 | "Месечева база (3. део)"^†   | Морис Бери     | Кит Педлер                 | 25. фебруар 1967.   | 8.20                            |
| Киберљуди преузимају Месечеву базу и почињу да користе Гравитрон за напад на Земљу, али Поли, Бен и Џејми смишљају начин да узврате.                                                             |                    |                              |                |                            |                     |                                 |
| 152 | 26                 | "Месечева база (4. део)"     | Морис Бери     | Кит Педлер                 | 4. март 1967.       | 8.10                            |
| Док се Киберљуди спремају да покрену пуни напад, Доктор и његови пријатељи морају да држе Месечеву базу и Гравитрон ван својих руку док помоћ не стигне са Земље.                                |                    |                              |                |                            |                     |                                 |
| 153 | 27                 | "Терор Макре (1. део)"^†     | Џон Дејвис     | Ијан Стјуарт Блек          | 11. март 1967.      | 8.00                            |
| ТАРДИС стиже у друштво у кампу за одмор са посадом забринутом због предвиђања огромних ракова и Доктор се занима за приче очигледног лудака Медока о створењима која ноћу лутају колонијом.      |                    |                              |                |                            |                     |                                 |
| 154 | 28                 | "Терор Макре (2. део)"^†     | Џон Дејвис     | Ијан Стјуарт Блек          | 18. март 1967.      | 7.90                            |
| Доктор није успео да убеди колонисте да Макра постоји и покушај испирања мозга његовим сапутницима доводи до тога да Бен издаје своје пријатеље.                                                 |                    |                              |                |                            |                     |                                 |
| 155 | 29                 | "Терор Макре (3. део)"^†     | Џон Дејвис     | Ијан Стјуарт Блек          | 25. март 1967.      | 8.50                            |
| Доктор, Поли и Џејми су осуђени да раде у јамама, а покушај бекства поново доводи у питање Бенову оданост.                                                                                       |                    |                              |                |                            |                     |                                 |
| 156 | 30                 | "Терор Макре (4. део)"^†     | Џон Дејвис     | Ијан Стјуарт Блек          | 1. април 1967.      | 8.40                            |
| Доктор и Поли успевају да спасу Џејмија од Макре, а затим покушавају да покажу Пилоту ко је заиста задужен за колонију.                                                                          |                    |                              |                |                            |                     |                                 |
| 157 | 31                 | "Безлични (1. део)"          | Џери Мил       | Дејвид Елис и Малколм Хулк | 8. април 1967.      | 8.00                            |
| ТАРДИС се материјализовао на писти ваздушне луке "Гетвик" где Поли сведочи убиству, а потом бива отета пре него што је стигла да пријави убиство.                                                |                    |                              |                |                            |                     |                                 |
| 158 | 32                 | "Безлични (2. део)"^†        | Џери Мил       | Дејвид Елис и Малколм Хулк | 15. април 1967.     | 6.40                            |
| Пошто их је Поли очигледно заборавила, Доктор, Бен и Џејми одлучују да спроведу сопствену истрагу Камелеон Тура.                                                                                 |                    |                              |                |                            |                     |                                 |
| 159 | 33                 | "Безлични (3. део)"          | Џери Мил       | Дејвид Елис и Малколм Хулк | 22. април 1967.     | 7.90                            |
| Доктор, Џејми и Сем успевају да убеде Кросланда да им верује и он убеђује команданта да им дозволи да наставе истрагу.                                                                           |                    |                              |                |                            |                     |                                 |
| 160 | 34                 | "Безлични (4. део)"^†        | Џери Мил       | Дејвид Елис и Малколм Хулк | 29. април 1967.     | 6.90                            |
| Када је Спенсер покушао да их побије, Доктор, Џејми и Сем постају уверени да Камелеон Турс нешто крије и Сем одлучује да резервише карту за један од њихових летова.                             |                    |                              |                |                            |                     |                                 |
| 161 | 35                 | "Безлични (5. део)"^†        | Џери Мил       | Дејвид Елис и Малколм Хулк | 6. мај 1967.        | 7.10                            |
| Џејми се налази на сателиту Камелеона и упознаје њиховог директора док Доктор приморава Камелеонске ливаде да му кажу планове ванземаљаца.                                                       |                    |                              |                |                            |                     |                                 |
| 162 | 36                 | "Безлични (6. део)"^†        | Џери Мил       | Дејвид Елис и Малколм Хулк | 13. мај 1967.       | 8.00                            |
| Доктора и Пинтоа заробљавају камелеони, али Доктор успева да искористи њихову зависност од њихових људских оригинала да створи неслагање у њиховим редовима.                                     |                    |                              |                |                            |                     |                                 |
| 163 | 37                 | "Зло Далека (1. део)"^†      | Дерек Мартинус | Дејвид Витакер             | 20. мај 1967.       | 8.10                            |
| Покушавајући да пронађу украдени ТАРДИС, Други Доктор и Џејми бивају намамљени у замку од стране Докторових старих непријатеља Далека.                                                           |                    |                              |                |                            |                     |                                 |
| 164 | 38                 | "Зло Далека (2. део)"        | Дерек Мартинус | Дејвид Витакер             | 27. мај 1967.       | 7.50                            |
| Доктор и Џејми истражују Вотерфилдову антикварницу где бивају онесвешћени и пребачени назад у 19. век.                                                                                           |                    |                              |                |                            |                     |                                 |
| 165 | 39                 | "Зло Далека (3. део)"^†      | Дерек Мартинус | Дејвид Витакер             | 3. јун 1967.        | 6.10                            |
| Као део огледа Далека, Доктор обмањује Џејмија да покуша да спаси Викторију. |                    |                              |                |                            |                     |                                 |
| 166 | 40                 | "Зло Далека (4. део)"^†      | Дерек Мартинус | Дејвид Витакер             | 10. јун 1967.       | 5.30                            |
| Џејми и Кемел се удружују како би покушали да пронађу Викторију док Доктор и Далеци настављају да прате њихов напредак.                                                                          |                    |                              |                |                            |                     |                                 |
| 167 | 41                 | "Зло Далека (5. део)"^†      | Дерек Мартинус | Дејвид Витакер             | 17. јун 1967.       | 5.10                            |
| Када се оглед завршио, Доктор почиње да сумња да кључ за спасавање Џејмија, Викторије и Кемела од Далека лежи у Тералу.                                                                          |                    |                              |                |                            |                     |                                 |
| 168 | 42                 | "Зло Далека (6. део)"^†      | Дерек Мартинус | Дејвид Витакер             | 24. јун 1967.       | 6.80                            |
| Доктор, Џејми и Вотерфилдова прате Далеке до Скара где откривају непредвиђену последицу њиховог огледа.                                                                                          |                    |                              |                |                            |                     |                                 |
| 169 | 43                 | "Зло Далека (7. део)"^†      | Дерек Мартинус | Дејвид Витакер             | 1. јул 1967.        | 6.10                            |
| Далеци су спремни да шире чинилац Далека кроз историју Земље и започну уметњавањем Доктора. |                    |                              |                |                            |                     |                                 |

^†  Изгубљена епизода.

## Продукција
Током ове сезоне по први пут је промењена уводна шпица серије, почевши од епизоде Терор Макре (1. део).

## Недостајуће епизоде
Четврта сезона је значајна по томе што је једина сезона серије од које није преживео ниједан серијал у целини. Епизоде које недостају су:
- Кријумчари (1. део)
- Кријумчари (2. део)
- Кријумчари (3. део)
- Кријумчари (4. део)
- Десета планета (4. део) (постоји анимирана рекреација)
- Моћ Далека (1. део) (постоји анимирана рекреација)
- Моћ Далека (2. део) (постоји анимирана рекреација)
- Моћ Далека (3. део) (постоји анимирана рекреација)
- Моћ Далека (4. део) (постоји анимирана рекреација)
- Моћ Далека (5. део) (постоји анимирана рекреација)
- Моћ Далека (6. део) (постоји анимирана рекреација)
- Горштаци (1. део)
- Горштаци (2. део)
- Горштаци (3. део)
- Горштаци (4. део)
- Подводна претња (1. део) (Анимиране рекреације ће бити објављене 13. новембра 2023.[2][3])
- Подводна претња (4. део) (Анимиране рекреације ће бити објављене 13. новембра 2023.[2][3])
- Месечева база (1. део) (постоји анимирана рекреација)
- Месечева база (3. део) (постоји анимирана рекреација)
- Терор Макре (1. део) (постоји анимирана рекреација)
- Терор Макре (2. део) (постоји анимирана рекреација)
- Терор Макре (3. део) (постоји анимирана рекреација)
- Терор Макре (4. део) (постоји анимирана рекреација)
- Безлични (2. део) (постоји анимирана рекреација)
- Безлични (4. део) (постоји анимирана рекреација)
- Безлични (5. део) (постоји анимирана рекреација)
- Безлични (6. део) (постоји анимирана рекреација)
- Зло Далека (1. део) (постоји анимирана рекреација)
- Зло Далека (3. део) (постоји анимирана рекреација)
- Зло Далека (4. део) (постоји анимирана рекреација)
- Зло Далека (5. део) (постоји анимирана рекреација)
- Зло Далека (6. део) (постоји анимирана рекреација)
- Зло Далека (7. део) (постоји анимирана рекреација)